# アップ (シャナイア・トゥエインの曲)
「アップ」はカナダの女性カントリー歌手のシャナイア・トゥエインの楽曲。この楽曲は、彼女の4枚目のアルバムである『アップ』に収録された曲で、同アルバムからの2曲目のシングルとして2003年1月6日にリリースされた。各国の週間シングルチャートではカナダで2位、ハンガリーで3位などを記録した。
2004年、ジュノー賞カントリー・レコーディング賞を受賞。

## チャート
| チャート (2002–2004年)                                                      | 最高位 |
| --------------------------------------------------------------------------- | ------ |
| オーストラリア (ARIA)                                                       | 29     |
| オーストリア (Ö3 Austria Top 40)                                            | 26     |
| ベルギー (Ultratip Flanders)                                                | 11     |
| ベルギー (Ultratip Wallonia)                                                | 13     |
| カナダ (Canadian Singles Chart)                                             | 2      |
| カナダ カントリー・チャート (Nielsen BDS)                                   | 2      |
| ヨーロッパ (European Hot 100 Singles)                                       | 67     |
| ドイツ (GfK Entertainment charts)                                           | 42     |
| ハンガリー (Rádiós Top 40)                                                  | 3      |
| アイルランド (IRMA) 「ホエン・ユー・キス・ミー」と合算                      | 41     |
| ニュージーランド (Recorded Music NZ)                                        | 27     |
| スコットランド (Official Charts Company) 「ホエン・ユー・キス・ミー」と合算 | 20     |
| スイス (Schweizer Hitparade)                                                | 51     |
| UK シングルス (OCC) 「ホエン・ユー・キス・ミー」と合算                      | 21     |
| US Billboard Hot 100                                                        | 63     |
| US Hot Country Songs (Billboard)                                            | 12     |

| チャート (2003年)                             | 最高位 |
| --------------------------------------------- | ------ |
| 全米 ホット・カントリー・ソングス (Billboard) | 58     |

| チャート (2004年)          | 最高位 |
| -------------------------- | ------ |
| ハンガリー (Rádiós Top 40) | 37     |

## テレビ番組での使用
- 2005年4月4日 - 2008年9月26日まで、メ〜テレの情報番組『UP!』のテーマソングとして用いられていた。また、同時期ホンダ・エアウェイブのコマーシャルソングとしても用いられていた。